# سرو میسکانتی
سرو میسکانتی (به اسپانیایی: Cerro Miscanti) یک کوه در شیلی است. سرو میسکانتی ۵٬۶۲۲ متر بالاتر از سطح دریا واقع شده‌است.